# Sky Electronics
Sky Electronics è una compagnia sudcoreana specializzata nella produzione di telefoni cellulari. Fa parte del gruppo Pantech Curitel.